# Flying (The Beatles)
Flying is een instrumentaal nummer van The Beatles. Het staat op zowel de (Britse) ep als de (Amerikaanse) lp Magical Mystery Tour en wordt gebruikt in de gelijknamige film. In de film wijst de reisleider in de bus waarin de Magical Mystery Tour wordt gemaakt, op het uitzicht aan de rechterkant. Dan komen luchtopnamen van IJsland voorbij met Flying als muzikale achtergrond.

## Auteurschap
Dit was het eerste nummer van The Beatles met bijdragen van alle vier de leden: George Harrison, John Lennon, Paul McCartney en Ringo Starr. Het staat dan ook op naam van ‘Harrison/Lennon–McCartney/Starkey’.

## De opname
Het nummer werd opgenomen op 8 september 1967 met als instrumentarium: een mellotron, een hammondorgel, gitaar, basgitaar, maraca's en drums. Hoewel het een instrumentaal nummer is, valt op een gegeven moment wel een koortje in, dat een melodie zonder woorden zingt. De zang werd verzorgd door alle vier de Beatles. Op 28 september werden bij de montage geluidseffecten toegevoegd door manipulatie met de geluidsbanden.
Het nummer zou oorspronkelijk Aerial Tour Instrumental heten. De oorspronkelijke versie duurde 9 minuten en 38 seconden en eindigde met een geluid als van een jazzband, maar dan gespeeld door de mellotron. Bij de eindmontage werd de duur van het nummer ingekort tot 2 minuten 17 seconden. Op het eind kwamen nu geluidseffecten, gemaakt door John Lennon en Ringo Starr. Stukken van het weggesneden materiaal werden her en der in de film gebruikt als achtergrondmuziek bij de opnamen van de bus.
De volledige versie van het nummer, en ook enkele alternatieve montages, zijn later verschenen op bootlegs.
Als totaal was de bezetting als volgt:
- John Lennon, mellotron, hammondorgel, geluidseffecten, zang.
- Paul McCartney, basgitaar, gitaar, zang.
- George Harrison, gitaar, zang.
- Ringo Starr, drums, maraca's, geluidseffecten, zang.

## Coverversies
- In 1977 gebruikten The Residents het nummer als achterkant van hun single The Beatles Play the Residents and the Residents Play the Beatles.
- The Secret Machines speelden het nummer in de film Across the Universe (2007).